# Diecéze Edessa v Makedonii
Diecéze Edessa v Makedonii je titulární diecéze římskokatolické církve.

## Historie
Edessa v Makedonii v dnešním Řecku, je starobylé biskupské sídlo nacházející se v římské provincii Makedonia I. Byla sufragánnou arcidiecéze Soluň.
Jediným známým biskupem je Isidor, který se roku 692 zúčastnil Trullské synody.
Dnes je využívána jako titulární biskupské sídlo; v současnosti nemá svého titulárního biskupa.

## Seznam biskupů
- Isidor (zmíněn roku 692)

## Seznam titulárních biskupů
- Hernando Antiporda (1954–1975)